# جانيت لوي
جانيت لوي (بالإنجليزية: Janet Lowe)‏ هي مؤلفة أمريكية، ولدت في 15 مايو 1940 في سانتا فيه في الولايات المتحدة.